# 2521 Heidi
2521 Heidi là một tiểu hành tinh được đặt theo tên quyển sách nổi tiếng của Johanna Spyri là Heidi.